# 오노고역
오노고역(일본어: 多ノ郷駅)은 일본 고치현 스사키시에 위치한 시코쿠 여객철도 도산 선의 철도역이다. 역 번호는 K17이며, 상대식 승강장 2면 2선의 구조를 갖춘 지상역이다.

## 타는 곳
| 1 | ■ 도산 선 | (상행) | 이노 · 고치 · 도사야마다 방면 |
| 2 | ■ 도산 선 | (하행) | 스사키 · 구보카와 방면        |

## 역 주변
- 스사키 프린스 호텔
- 스미토모 오사카 시멘트 고치 공장
- 스사키 쿠로시오 병원

## 역사
- 1942년 6월 20일 : 오노고 신호장으로서 개설.
- 1945년 9월 1일 : 폐지.
- 1946년 7월 10일 : 다시 오노고 신호장으로서 개설.
- 1947년 6월 1일 : 역으로 승격해, 오노고역으로 한다.
- 1987년 4월 1일 : 일본국유철도 분할 민영화에 의해, 시코쿠 여객철도 · 일본화물철도의 역이 된다.
- 1992년 10월 1일 : JR 화물의 역이 폐지. 동시에 오사카 시멘트 고치 공장의 전용선이 운용 종료.
- 2010년 9월 1일 : 무인화.
- 2013년 3월 16일 : 아침 · 저녁의 통근 통학시에 '난푸' · '아시즈리' 상·하 4대가 임시 정차.

## 인접 역
| 시코쿠 여객철도 도산 선      | 시코쿠 여객철도 도산 선 | 시코쿠 여객철도 도산 선 |
| ---------------------------- | ----------------------- | ----------------------- |
| K 16 아소 다도쓰 · 고치 방면 | 도산 선                 | 오마 K 18 구보카와 방면 |